# BackTrack
BackTrack je Linuxová Live CD distribuce, která byla v počátku odvozena od Linuxové security distribuce WHAX a Auditor. Přívlastkem „security“ neboli „pentest distribuce“, který zmiňované vydání Linuxu nesou, rozumíme operační systém, ve kterém jsou instalovány vybrané nástroje nebo skripty pro průnikové testy. Původní vydání využívá výhod modulárního designu a struktury SLAXu, která umožňuje uživateli vložit upravené skripty, rozšiřující nástroje a nastavitelné kernely, a vytvořit tak libovolně uzpůsobenou distribuci. Distribuci pod jménem BackTrack vydal Mati Aharoni a Max Moser. Od verze 4 je distribuce postavena na Ubuntu Linux, což je Debian based operační systém s vlastní strukturou a balíčkovacím systémem, což přesouvá BackTrack na opačnou stranu uživatelského spektra. V porovnání s první verzi je pátá verze zhruba 3× větší, na vývoji se podílejí další vývojáři. S BackTrack Linux projektem je spojena řada komerčních aktivit pod hlavičkou Offensive Security. Stejně jako BackTrack, vznikla jeho úpravou, přejmenováním a úpravou vzhledu třeba distribuce Wifislax.

## Vydání
- První BackTrack Linux (1.0) byl vydán 26. května 2006. Jako další byly vydány dvě veřejné beta verze 13. října a 19. listopadu 2006.
- BackTrack 2 byl vydán 6. března 2007.
- BackTrack 3 Beta byla vydán 17. prosince 2007[1]
- Backtrack 3 Final byl vydán 10. června 2008.
- BackTrack 4 Final byl vydán 9. ledna 2010
- BackTrack 4 R1 byl vydán 4. srpna 2010
- BackTrack 4 R2 byl vydán 19. listopadu 2010
- BackTrack 5 byl vydána 10. května 2011[2]
- BackTrack 5 R1 byl vydána 18. srpna 2011[3]
- BackTrack 5 R2 byl vydán 1. března 2012[4]
- BackTrack 5 R3 byl vydán 13. srpna 2012[4]

## Historie
BackTrack vychází z mnoha částí Linuxu. WHAX (jméno vzniklo z White hat a Slax) je distribuce vytvořena pro záležitosti bezpečnosti. WHAX vzešel z Whopixu, bezpečnostním distru na bázi Knoppixu. Když Whopix dosáhl verze 3.0, byl přejmenován na WHAX, aby odrážel přechod z mateřského Knoppixu na SLAX. Mati Aharoni, izraelský bezpečnostní konzultant, ho upravil pro testování penetrace bezpečnosti. WHAX umožňoval testovat a ověřovat bezpečnost sítě z několika počítačů na různých místech.
Max Moser's Auditor Security Collection (Sbírka kontrol bezpečnosti Maxe Mosera) byla zaměřena i na penetračních testech založených na Linuxu. Překrytí Sbírky kontrol a WHAXu v úkolech a nástrojích částečně vedlo ke sjednocení. Sbírka měla dobře rozvržené menu pro kolekci 300 nástrojů pro diagnostiku a zabezpečení sítí a jejich systému. Její snadná ovladatelnost způsobila zlepšenou použitelnost pro testování penetrace která vedla ke krystalizaci BackTracku.
Po přechodu do stabilního průběhu vývoje během posledních verzi a zohlednění feedbacku a vylepšení, vývojáři BackTracku přesunuli cíl vývoje od stability k funkcionalitě restrukturalizací vývojového a opravovacího procesu. V aktuálních verzích je většina aplikaci vložena jako moduly, což umožňuje jednodušší aktualizaci verzí.

## Rysy
BackTrack se zaměřuje na průnikové testování operačních systémů, počítačových sítí a hardware. To, že je vydáván jako Live CD a LiveUSB umožňuje uživateli jen vložit příslušné médium a zavést systém do BackTracku bez jakékoliv instalace. Přímé instalace na disk (nezabalená – 2,7 GB) může být nainstalována prostřednictvím Live CD (zabalená 700 MB), pomocí grafického průvodce instalací (ve verzi 2) a bez následovné potřeby restartu. BackTrack pokračuje v lokalizaci i s podporou vkládání japonských znaků, čtením a psaním v Hiragana, Katakana a Kanji.
Aplikace, které Live CD BackTrack mimo jiné obsahuje:
- Aircrack-ng – testování zranitelností WEP a WPA
- Metasploit – testování zranitelnosti software
- RFMON – ovladače
- Kismet – sniffer a stumbler
- Nmap – mapování počítačových sítí
- Ettercap – sniffing
- Wireshark (dříve pod jménem Ethereal) – analýza protokolů

Funkcionalita BackTracku je zvýšená především přehledným rozdělením nástrojů do následujících kategorií:
- Enumerace
- Využívání slabin
- Scannery
- Zjištění hesla
- Hledání slabin kódu
- Maskování
- Odchytávání paketů
- Tunelovací protokol
- Nástroje pro bezdrát
- Bluetooth
- Cisco nástroje
- Databázové nástroje
- Forensí nástroje
- Reversní inženýring

BackTrack obsahuje i běžné software balíčky jako je Mozilla Firefox, Gaim, K3b a XMMS.

## Trénink
Na BackTrack navazují komerční aktivity, kupříkladu tréninkový kurz Ofenzivní bezpečnost (Offensive Security), stejně jako Certifikát Ofenzivní bezpečnosti (Offensive Security Certified Professional certification). Tento kurz učí základy penetračních testu pomocí BackTracku na Live CD. Jeho cena se pohybuje kolem 1000 USD.